# Meranoplus carinatus
Meranoplus carinatus är en myrart som beskrevs av Horace Donisthorpe 1942. Meranoplus carinatus ingår i släktet Meranoplus och familjen myror. Inga underarter finns listade i Catalogue of Life.